# 국제표준음악번호

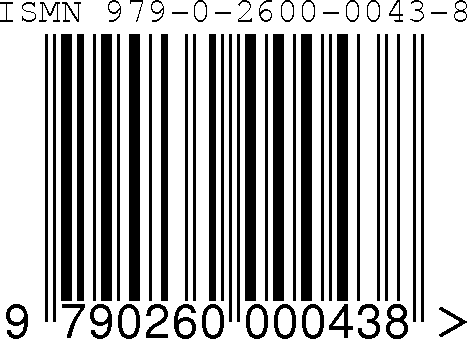
열세 자리 ISMN 979-0-2600-0043-8을 국제 상품 번호 바코드로 나타낸 모습.

국제 표준 음악 번호(영어: International Standard Music Number, ISMN)은 국제 표준화 기구(ISO)가 악보에 부여하는 식별자이다. ISO 표준 번호는 ISO 10957이다.

## 같이 보기
- 국제 표준 음악 작품 코드